# Alto Paraná (Brasile)
Alto Paraná è un comune del Brasile nello Stato del Paraná, parte della mesoregione del Noroeste Paranaense e della microregione di Paranavaí. Si trova 485 km a nord-ovest della capitale dello Stato Curitiba.